# Liste der Winterstürme in den Vereinigten Staaten mit Regional-Snowfall-Index-Kategorie 5

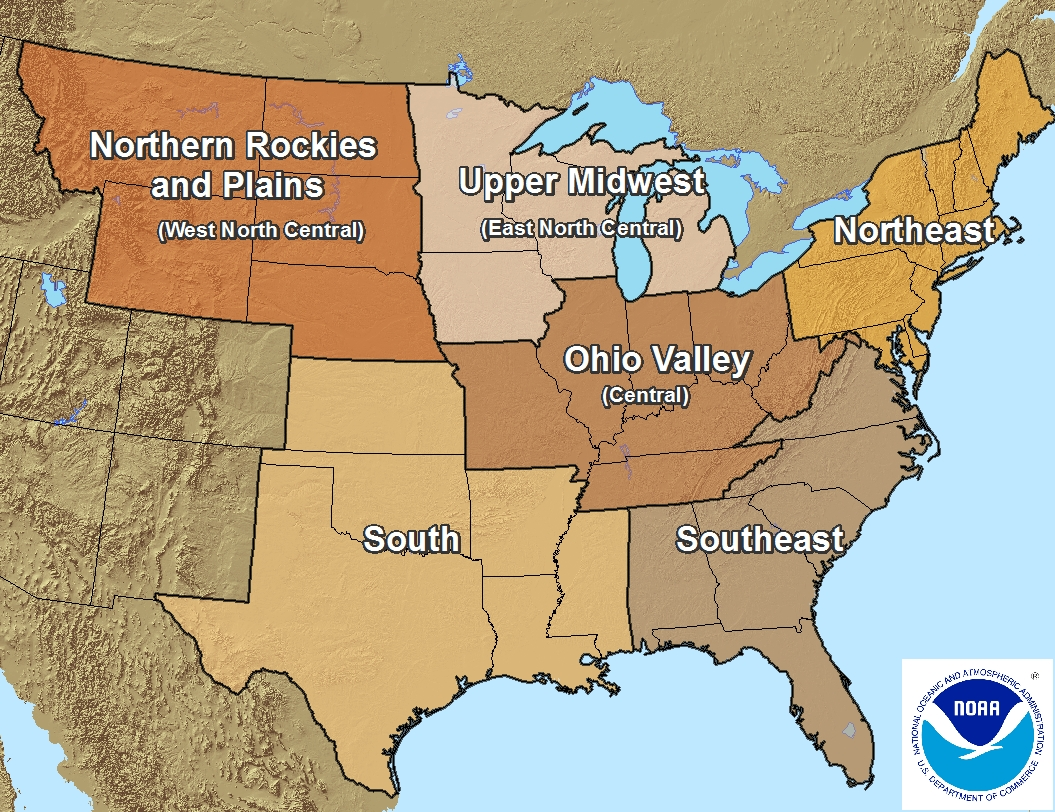
Die Karte zeigt die sechs Wetterregionen, für die der Regional Snowfall Index berechnet wird.

Diese Liste der Winterstürme in den Vereinigten Staaten mit Regional-Snowfall-Index-Kategorie 5 nennt Winterstürme – zumeist Blizzards –, für die von der NOAA der Regional Snowfall Index berechnet wurde und einen Wert größer als 18,0 erreichte. Die NOAA nutzt diesen Index, um die Auswirkungen solcher Stürme auf die Gesellschaft zu bewerten und zu vergleichen. Der Index wurde 2005 eingeführt als Ersatz für die Northeast Snowfall Impact Scale (NESIS), um im Gegensatz zu jener auch Winterstürme außerhalb des Nordostens der Vereinigten Staaten einstufen zu können. Seit der Einführung des Indexes hat das NCDC rückwirkend bis ins Jahr 1900 RSI-Werte berechnet.
Diese Stürme werden in die Kategorien 1 bis 5 einsortiert, wobei 1 die niederste und 5 die höchste Kategorie ist. Die Einstufung der Winterstürme erfolgt in sechs verschiedenen Regionen: dem Nordosten, den nördlichen Rocky Mountains und Great Plains, den Südstaaten, dem Südosten und dem oberen Mittleren Westen der Vereinigten Staaten.
Von den mehr als 500 berücksichtigten historischen Stürmen seit 1900 haben nur 26 einen Indexwert höher als 18,0 und damit die Kategorie 5 erreicht. Den höchsten Wert erreichte der Great Blizzard of 1978 mit 39,07. Der letzte Wintersturm in der Kategorie 5 war der Blizzard vom Januar 2016, der den Indexwert 20,14 erreichte.

## Liste der Ereignisse
| Jahr | Datum                        | Max. RSI | Region                       | Ref(s). |
| ---- | ---------------------------- | -------- | ---------------------------- | ------- |
| 1920 | 14. bis 18. April            | 20,84    | Nördliche Rockies und Plains | [ 4 ]   |
| 1921 | 17. bis 21. Februar          | 31,89    | Süden                        | [ 4 ]   |
| 1922 | 25. bis 29. Januar           | 18,53    | Südosten                     | [ 4 ]   |
| 1927 | 26. Februar bis 2. März      | 24,42    | Südosten                     | [ 4 ]   |
| 1927 | 4. bis 10. April             | 34,20    | Nördliche Rockies und Plains | [ 4 ]   |
| 1929 | 18. bis 23. Dezember         | 21,13    | Süden                        | [ 4 ]   |
| 1940 | 20. bis 23. Januar           | 18,14    | Südosten                     | [ 4 ]   |
| 1943 | 18. bis 25. Januar           | 21,14    | Nördliche Rockies und Plains | [ 4 ]   |
| 1950 | 11. bis 21. November         | 34,69    | Ohio Valley                  | [ 4 ]   |
| 1966 | 27. Februar bis 5. März      | 20,38    | Nördliche Rockies und Plains | [ 4 ]   |
| 1967 | 24. bis 28 Januar            | 18,13    | Ohio Valley                  | [ 4 ]   |
| 1969 | 21. bis 27. Februar          | 34,03    | Nordosten                    | [ 4 ]   |
| 1971 | 18. bis 23. Februar          | 19,36    | Süden                        | [ 4 ]   |
| 1978 | 22. bis 27. Januar           | 39,07    | Oberer Mittelwesten          | [ 4 ]   |
| 1978 | 5. bis 7. Februar            | 18,42    | Nordosten                    | [ 4 ]   |
| 1984 | 24. bis 27. April            | 25,95    | Nördliche Rockies und Plains | [ 4 ]   |
| 1985 | 6. bis 14. Februar           | 27,06    | Oberer Mittelwesten          | [ 4 ]   |
| 1985 | 27. November bis 1. Dezember | 22,19    | Oberer Mittelwesten          | [ 4 ]   |
| 1988 | 4. bis 8. Januar             | 22,64    | Süden                        | [ 4 ]   |
| 1991 | 30. Oktober bis 1. November  | 30,18    | Oberer Mittelwesten          | [ 4 ]   |
| 1993 | 11. bis 14. März             | 24,63    | Ohio Valley                  | [ 4 ]   |
| 1993 | 20. bis 28. November         | 22,00    | Nördliche Rockies und Plains | [ 4 ]   |
| 1996 | 5. bis 8. Januar             | 26,37    | Südosten                     | [ 4 ]   |
| 2009 | 21. bis 28. Dezember         | 19,62    | Nördliche Rockies und Plains | [ 4 ]   |
| 2011 | 31. Januar bis 2. Februar    | 21,99    | Ohio Valley                  | [ 4 ]   |
| 2016 | 22. bis 24. Januar           | 20,14    | Nordosten                    | [ 5 ]   |

## Belege
1. ↑  Regional Snowfall Index (RSI). In: National Centers for Environmental Information. NOAA, abgerufen am 7. Januar 2018 (englisch).
2. ↑  Regional Snowfall Index and Societal Impacts. Abgerufen am 18. November 2014 (englisch).
3. ↑  NOAA Product Highlight: Regional Snowfall Index. Archiviert vom Original am 29. November 2014; abgerufen am 18. November 2014 (englisch).
4. 1 2 3 4 5 6 7 8 9 10 11 12 13 14 15 16 17 18 19 20 21 22 23 24 25  Michael Squires, Jay Lawrinmore, Richard Heim, David Robinson, Mathieu Gerbush, Thomas Estilow: The Regional Snowfall Index. American Meteorological Society, abgerufen am 7. Januar 2018 (englisch).
5. ↑  Putting the January 22–24 Snowstorm in Historical Context. National Oceanic and Atmospheric Administration, 18. Februar 2016, abgerufen am 7. Januar 2018 (englisch).